# Stazione di Mulinello
La stazione di Mulinello era una fermata ferroviaria posta sulla linea Dittaino-Caltagirone. 
Posta nel territorio comunale di Enna, prendeva il nome dal torrente Mulinello.